# Red Deer

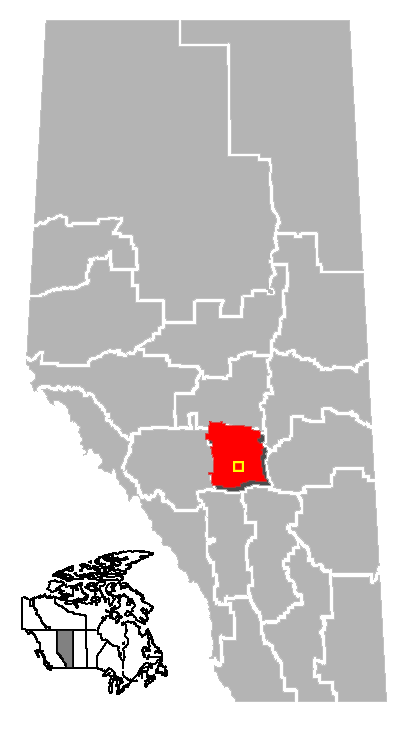
Localização de Red Deer na província de Alberta.

Red Deer é uma cidade da província canadense de Alberta, localizado entre Calgary, a maior cidade de Alberta, e Edmonton, a capital da província. Sua população é de aproximadamente 79 mil habitantes. É a terceira mais populosa cidade da província.